# Gideon Louw
Gideon Louw (ur. 4 września 1987) – południowoafrykański pływak, olimpijczyk.
Wystartował na igrzyskach olimpijskich w Londynie w wyścigu na 50 metrów stylem dowolnym, gdzie odpadł w półfinale z rezultatem 21.92 sekund.